# Јесења изложба УЛУС-а (2014)
Јесења изложба УЛУС-а (2014) одржала се током новембра и децембра 2014. године, у галеријском простору Удружења ликовних уметника Србије, односно у Уметничком павиљону "Цвијета Зузорић". Уредница каталога и организаторка ове изложбе, била је Наталија Церовић.

## Уметнички савет УЛУС-а
- Милан Сташевић
- Јулијана Протић
- Маја Бегановић
- Иван Грачнер
- Милош Ђорђевић
- Ранка Лучић-Јанковић

## Излагачи
1. Срђан Арсић
2. Арион Аслани
3. Новица Бабовић
4. Дина Беланчић
5. Јована Бранковић
6. Наташа Будимлија
7. Милош Вујановић
8. Биљана Вуковић
9. Никола Вукосављевић
10. Ратко Вулановић
11. Ведран Вучић
12. Сузана Вучковић
13. Шемса Гавранкапетановић
14. Мила Гвардиол
15. Лазар Димитријевић
16. Олга Ђорђевић
17. Предраг Ђукић
18. Весна Ђуричић
19. Милица Жарковић
20. Смиља Иветић
21. Биљана Јевтић
22. Ивана Калезић
23. Бранимир Карановић
24. Милица Којчић
25. Зоран Кричка
26. Владислава Крстић
27. Јелена Крстић
28. Радован Кузмановић
29. Звездана Лазин
30. Владимир Лалић
31. Милица Лапчевић
32. Љубомир Лацковић
33. Весна Марковић
34. Раде Марковић
35. Здравко Милинковић
36. Вукашин Миловић
37. Небојша Милошевић
38. Душан Миљуш
39. Драган Момиров
40. Милија Нешић
41. Миодраг Панић
42. Зоран Пантелић
43. Пепа Пашћан
44. Мишко Петровић
45. Ставрос Поптсис
46. Братислав Радовановић
47. Симонида Радоњић
48. Миодраг Роган
49. Едвина Романовић Худечкова
50. Мирослав Савић
51. Наталија Симеоновић
52. Нина Симоновић
53. Драган Совиљ
54. Сања Сремац
55. Милорад Стајчић
56. Драгана Станаћев Пуача
57. Радомир Станчић
58. Драгана Стевановић
59. Дане Стојановић
60. Љиљана Стојановић
61. Михаило Стошовић
62. Зоран Тешановић
63. Томислав Тодоровић
64. Мирјана Томашевић
65. Јелена Трајковић
66. Дарко Трајановић
67. Селман Тртовац
68. Тијана Фишић
69. Ивана Флегар
70. Сава Халугин
71. Марина Црномарковић
72. Гордана Чекић